# 松本恒之助

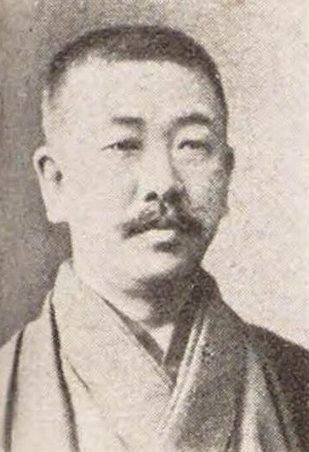
松本恒之助

松本 恒之助（まつもと つねのすけ、慶応2年2月29日（1866年4月14日） - 大正15年（1926年）6月1日）は、日本の衆議院議員（猶興会→又新会→中正会→憲政会）。父は伊勢新聞創業者の松本宗一、曽祖父は津藩郷士の松本安親、弟は衆議院議員の松本宗吾、曾姪孫は歌手・女優のあべ静江。

## 経歴
伊勢国一志郡矢野村（現在の三重県津市）に松本宗一の長男として生まれる。1883年（明治16年）、同志社に入学するが、1885年（明治18年）に東京専門学校（現在の早稲田大学）に移り、1888年（明治21年）に卒業した。卒業後は郷里に帰り、伊勢新聞社の経営にあたった。また、津市会議員に選出された。
1904年（明治37年）、衆議院議員に補欠当選。第12回衆議院議員総選挙に至るまで連続4回当選を果たした。
その他、伊勢銀行取締役、津電灯株式会社取締役、大日本軌道株式会社取締役、伊勢鉄道株式会社社長、北海道拓殖銀行監査役、三重県農工銀行監査役などを務めた。

## 家族・親族
- 曽祖父・安親（1749年 - 1810年、津藩郷士）
- 祖父・恒久[9]（？ - ？、一志郡矢野村大庄屋）
- 父・宗一（1841年 - 1889年、伊勢新聞創業者）
- 弟・宗吾（1877年 - 1945年、衆議院議員）
- 姪孫・ひさ[10]（1930年 - 2013年）
- 曾姪孫・静江（1951年 - ）